# Louis Carré
Louis Carré (Liège, 7 de janeiro de 1925 – Liège, 10 de junho  de 2002) foi um futebolista belga que competiu na Copa do Mundo FIFA de 1954.